# 西田敬宇
西田 敬宇（にしだ けいう、1935年2月18日 - ）は、日本の経営者。三井信託銀行社長を務めた。東京都出身。

## 来歴・人物
1958年に東京大学経済学部経済学科を卒業し、同年に三井信託銀行に入行した。1986年に取締役に就任し、1990年に常務、1993年に専務、1994年に副社長を経て、1996年6月に社長に就任。1999年4月に会長を経て、2000年4月には中央三井信託銀行特別顧問に就任。三井化学監査役、三井不動産監査役なども歴任